# Fric-Fracs à gogo
Pour les articles homonymes, voir Fric-Frac.
Série St. Trinian's
Les Belles de Saint-Trinian
(1954) The Pure Hell of St. Trinian's
(1960)
Pour plus de détails, voir Fiche technique et Distribution.
Fric-Fracs à gogos (Blue Murder at St. Trinian') est une comédie britannique réalisé par Frank Launder et sortie en décembre 1957.

## Synopsis
Les écolières de Saint-Trinian visite l’Italie dans un bus sous la garde d'un voleur de diamants, qui s'est déguisé en femme pour échapper à la police, qui est à ses trousses.

## Fiche technique
- Titre français : Fric-Fracs à gogo[1]
- Titre original : Blue Murder at St. Trinian'
- Réalisation : Frank Launder
- Scénario : Frank Launder, Sidney Gilliat, Val Valentine
- Pays de production :  Royaume-Uni
- Langue originale : anglais britannique
- Format : Noir et blanc
- Dates de sortie :
  - Royaume-Uni : 19 décembre 1957
  - France : 13 mars 1959[1]

## Distribution
- George Cole
- Joyce Grenfell
- Terry-Thomas
- Lloyd Lamble
- Terry Scott
- Lionel Jeffries
- Thorley Walters
- Cyril Chamberlain
- Judith Furse
- Kenneth Griffith
- Alastair Sim
- Guido Lorraine
- Lisa Gastoni
- Rosalind Knight
- Dilys Laye
- Sabrina
- Richard Wattis
- Eric Barker
- Peter Jones
- Michael Ripper